# Бовоар Ваван
Бовоар Ваван (фр. Beauvoir-Wavans) насеље је и општина у североисточној Француској у региону Север-Па д Кале, у департману Па де Кале која припада префектури Арас.
По подацима из 2011. године у општини је живело 390 становника, а густина насељености је износила 41,1 становника/km². Општина се простире на површини од 9,49 km². Налази се на средњој надморској висини од 48 метара (максималној 128 m, а минималној 32 m).

## Демографија
| 1962. | 1968. | 1975. | 1982. | 1990. | 1999. | 2011. |
| ----- | ----- | ----- | ----- | ----- | ----- | ----- |
| 347   | 396   | 392   | 401   | 409   | 397   | 390   |

График промене броја становника у току последњих година